# Todesfall Eschli
Der Todesfall Eschli ist ein Kriminalfall aus dem deutschen Rocker-Milieu. Am 8. Oktober 2009 wurde das Bandidos-Mitglied Rudi Heinz Elten (* 24. Juni 1977 in Bottrop), genannt „Eschli“, in Duisburg auf offener Straße erschossen. Timur Akbulut, ein Hells-Angel-Prospect und MMA-Kämpfer, wurde wegen der Tat zu elf Jahren Haft wegen Totschlags verurteilt. Einige Medien berichteten sowohl kurz nach der Tat als auch während des Prozesses über die Hintergründe. Ein „Rockerkrieg“ zwischen Hells Angels und Bandidos wurde vorhergesagt und tatsächlich kam es zu vermehrten Auseinandersetzungen im Rocker-Milieu.

## Hintergrund
Rudi Heinz Elten gehörte der Hooligan-Szene des FC Schalke 04, der sogenannten „Gelsen-Szene“, an. Der wegen räuberischer Erpressung, gefährlicher Körperverletzung, Landfriedensbruchs und Bedrohung vorbestrafte Mann, der unter anderem als Türsteher und Geldeintreiber gearbeitet hatte, stieg bei den Bandidos ein und begann fast zeitgleich eine Karriere als Zuhälter. Offiziell arbeitslos gemeldet, vermittelte er Prostituierte und beteiligte sich an einem Bordell.
Elten galt in der Rockerszene als gewaltbereit und kaum kontrollierbar. Vor einem anberaumten Treffen führender Hells-Angels- und Bandidos-Mitglieder im Dezember 2008 wurde Elten von Peter Maczollek ermahnt, es ruhiger angehen zu lassen.

## Eltens Tod
Am 8. Oktober 2009 hielten der Täter und sein Bruder an einer roten Ampel in Duisburg unweit des Clubhauses der Duisburger Bandidos. Zwischen dem Täter und Elten hatte es bereits vorher Auseinandersetzungen um eine Frau gegeben. Elten erkannte seinen Rivalen und begann, ihn zu provozieren. Der Täter zog daraufhin eine Waffe, doch Elten provozierte ihn weiter. Laut Zeugenaussagen soll er „Na komm, mach, schieß doch!“ gerufen haben. Der Täter gab vier Schüsse ab. Einer davon traf Elten in den Kopf. Querschläger verfehlten nur knapp zwei unbeteiligte Frauen. Anschließend flüchteten der Täter und dessen Bruder. Elten starb noch in der Notaufnahme. Der Täter stellte sich einen Tag später bei der Polizei.
Die Beerdigung fand am 16. Oktober 2009 auf dem Gelsenkirchener Hauptfriedhof statt. 1.500 Bandidos aus Europa nahmen an der Trauerfeier teil. Der Polizeieinsatz, der Eskalationen zwischen den beiden Rockergruppen verhindern sollte, kostete um die 600.000 Euro. Die Beisetzung erfolgte friedlich. Ein Video der Trauerfeier wurde aufgenommen und auf YouTube veröffentlicht. Des Weiteren erinnert die Bandidos-Gemeinschaft nach ihren Regeln und Ritualen an den Verstorbenen. Dazu gehören sogenannte Memorial-Runs, also gemeinsame Ausfahrten, und Gedenkseiten im Internet.

## Prozess
Der Täter wurde von einem Duisburger Schwurgericht zu elf Jahren Haft verurteilt. Das Gericht erkannte auf Totschlag und verneinte damit eine Notwehr-Situation. Das Gericht sah als erwiesen an, dass der Täter nur schoss, um nicht sein Gesicht zu verlieren. Eine Bedrohungssituation war nach Ansicht der Richter nicht gegeben, allerdings fehlte das Mordmerkmal der Heimtücke. Das Verfahren fand unter massiven Sicherheitsvorkehrungen statt. Zu den Prozesstagen waren Vertreter beider Clubs angereist, die polizeilich voneinander abgeschirmt werden mussten.

## Bedeutung in der Rockerszene
Am 10. Dezember 2008 schlossen die Hells Angels und die Bandidos einen „Friedensvertrag“ bei einem „Gipfeltreffen“ in einem Magdeburger Hotel. Als ein knappes Jahr später die Schüsse auf Elten fielen, war die Vereinbarung hinfällig und es kam zu verschiedenen Gewaltdelikten zwischen den beiden Clubs, insbesondere in Duisburg. Die Stadt galt seit der Ermordung als besonderer Konfliktpunkt zwischen den beiden Clubs, weil sich hier die Reviere überschnitten. So kam es am 17. Mai 2010 zu einem wechselseitigen Angriff auf die jeweiligen Clubhäuser, wobei die Polizei angesichts der Zahl an gewaltbereiten Rockern beider Seiten nicht eingreifen konnte. Im Zuge dieser Entwicklungen wurde die Sonderkommission „Rockerkriminalität“ Nordrhein-Westfalen erweitert. Die beiden hochrangigen Bandidos Peter Maczollek und Leslav Hause widmeten Eschli ihr gemeinsames Buch Ziemlich böse Freunde sowie ein komplettes Kapitel. Leslav Hause berichtet in diesem Kapitel über den Tod Eschlis aus Sicht der Bandidos, kommentiert den Prozess und erzählt von den Trauerfeierlichkeiten.

## Mediale Aufmerksamkeit
Einige Medien berichteten von einem „Rockerkrieg“ in Deutschland, der erst mit Vermittlung durch Rechtsanwalt Götz von Fromberg in einem von einigen Medien vielbeachteten „Friedensvertrag“ beendet werden konnte. Der Westdeutsche Rundfunk nahm den Fall in seine Zeitgeschichtliche Chronik auf, die auch nach den Bestimmungen des Rundfunkstaatsvertrags auf der Seite des Rundfunksenders erhalten bleibt. Über die Tat und den Prozess wurde in mehreren Büchern über die Rockerszene, so bei Jörg Diehl, Thomas Heise, Claas Meyer-Heuers Buch Rockerkrieg. Warum Hells Angels und Bandidos immer gefährlicher werden sowie Stefan Schuberts Wie die Hells Angels Deutschlands Unterwelt eroberten, berichtet. Im Dokumentarfilm Hells Angels vs. Bandidos – Der Rockerkrieg werden Bilder vom Prozess gezeigt und über den Fall berichtet.